# Новоселки (Краснинский район)
Новоселки — деревня в Краснинском районе Смоленской области России. Входит в состав Маньковского сельского поселения. Население — 6 жителей (2007 год). 
Расположена в западной части области в 3 км к востоку от Красного, в 3 км южнее автодороги Р135 (Смоленск - Красный - Гусино), у асфальтовой автодороги Красный - Крюково, недалеко от реки Лосвинка (на правом берегу). В 20 км северо-западнее деревни расположена железнодорожная станция Гусино на линии Москва — Минск. 

## История
В годы Великой Отечественной войны деревня была оккупирована гитлеровскими войсками в июле 1941 года, освобождена в сентябре 1943 года.